# Ben Klassen
Ben (Bernhardt) Klassen (ur. 20 lutego 1918 r. w Rudnerweide, zm. 7 sierpnia 1993 r. w Otto) – amerykański polityk, elektryk, założyciel rasistowskiego, głoszącego nienawiść do Żydów, gejów i Afroamerykanów, Ruchu Twórczości, dawniej znanego jako Światowy Kościół Twórcy.

## Życiorys
Urodzony w niemieckojęzycznej rodzinie na wschodniej Ukrainie w 1918 r. Rodzina uciekła w 1924 roku przed komunizmem. Dorastał i kształcił się w Kanadzie, gdzie zdobył tytuły inżyniera elektryka oraz bakałarza. Był rolnikiem, nauczycielem, górnikiem, inżynierem elektrykiem, wynalazcą, handlarzem nieruchomości i reprezentantem stanu Floryda. Do Izby Reprezentantów dostał się na podstawie programu sprzeciwiającego się desegregacji rasowej w szkolnych autobusach i rządowi centralnemu. Rok po wyborze, w 1967, przegrał wybory do senatu stanu Floryda.
W 1973 roku utworzył związek quasi-religijny o nazwie Kościół Twórcy, dziś znany jako Ruch Twórczości. Organizacja ta głosi nienawiść wobec trzech głównych grup: Afroamerykanów, rządu amerykańskiego, rzekomo zdominowanego przez Żydów, i homoseksualistów. Organizacja, głosząca wyższość białej rasy, atakowała chrześcijaństwo jako żydowskie oszustwo obliczone na zniszczenie białych ludzi.
W roku 1993, po śmierci żony Henrietty i wobec postępującej choroby nowotworowej, popełnił samobójstwo.

## Twórczość[5]

### Książki
- 1973: Nature's Eternal Religion – wyd. pol. Odwieczna Religia Natury, nakładem Ruch Twórczości, 2011
- 1981: The White Man's Bible
- 1983: Salubrious Living – wspólnie z Arnoldem De Vries
- 1985: Expanding Creativity
- 1986: Building a Whiter and Brighter World
- 1987: RAHOWA! This planet is all ours
- 1991: A Revolution of Values Through Religion
- 1991: Against the Evil Tide
- 1991: The Little White Book
- 1993: On the Brink of a Bloody Racial War
- 1993: Trials, Tribulations, Triumphs

### Czasopisma
- 1985-1993: Racial Loyality

### Listy
- 1988: The Klassen Letters, Volume I
- 1989: The Klassen Letters, Volume II